# XXII Liceum Ogólnokształcące im. Jose Marti w Warszawie
XXII Liceum Ogólnokształcące im. José Martí – publiczna szkoła średnia w Warszawie założona w 1945 roku.

## Historia
Szkoła powstała 24 sierpnia 1945 jako gimnazjum koedukacyjne. Mieściła się wówczas przy ul. Schroegera 7. W roku szkolnym 1946/47 nastąpiła przeprowadzka do budynku przy ul. Barcickiej 2. Następna przeprowadzka nastąpiła 1 września 1955. Szkoła została przeniesiona do budynku przy ul. Żeromskiego 22. Przy tej okazji zmieniła się nazwa szkoły na: Szkoła Ogólnokształcąca Stopnia Podstawowego i Licealnego nr 22 na Bielanach. 
W kwietniu 1961 szkole nadano imię kubańskiego poety i przywódcy ruchu rewolucyjnego José Martí oraz zmieniono  nazwę na „XXII Liceum Ogólnokształcące im. Jose Martí“. Pod tą nazwą funkcjonuje do dziś. Ostatnia przeprowadzka nastąpiła w 1967, kiedy szkołę przeniesiono do obecnego gmachu przy ul. Staffa 111. W 1986 Stowarzyszenie wychowanków i absolwentów ufundowało i umieściło w hallu szkoły tablicę pamiątkową poświęconą długoletniej dyrektorce Zofii Ringmanowej.

## Dyrektorzy
- 1945–1946 – Eugeniusz Jankowski
- 1946−1960 – Zofia Ringman
- 1960–1964 – Eugeniusz Pietrzykowski
- 1964–1964 – Anna Świeżyńska
- 1964–1967 – Teresa Duchowska
- 1967–1985 – Wincenty Łaźniczka
- 1985–1991 – Bogdan Sekinda
- 1991–2003 – Waldemar Pacholec
- 2003–2004 – Renata Janowska
- 2004−2024 – Zbigniew Ślęzakowski
- od 2024 Małgorzata Zalewska

## Stowarzyszenie wychowanków i absolwentów
Stowarzyszenie wychowanków i absolwentów XXII Liceum Ogólnokształcącego zostało założone 1 lipca 1985 jako grupa przyjaciół powstała, aby tworzyć oraz pielęgnować więź i dobre relacje między absolwentami, nauczycielami i wychowankami Liceum na Bielanach. Stowarzyszenie w hołdzie pani Dyrektor Zofii Ringmanowej ufundowało tablicę pamiątkową wiszącą w hallu szkoły, a także pomnik nagrobny na Cmentarzu Powązkowskim. Jego projekt jest autorstwa absolwentów liceum.
Stowarzyszenie występuje w rejestrze stowarzyszeń zwyczajnych w Warszawie pod numerem 25 pod nazwą Koło Koleżeńskie im. Zofii Ringmanowej.

## Absolwenci (wybór)
- Agnieszka Brustman
- Piotr Bielczyk
- Marcin Cichy
- Andrzej Chruszczyński
- Grzegorz Damięcki
- Agustin Egurrola
- Jerzy Flisak
- Magda Gessler
- Krzysztof Jaroszyński
- Mariusz Kowalski
- Jacek Kuroń
- Anna Mieszkowska z d. Siwek
- Wojciech Orliński
- Dariusz Piwowarczyk
- Jakub Przygoński
- Dariusz Rosati
- Andrzej Saramonowicz
- Martyna Wojciechowska
- Aldona Machnowska
- Kamil Zaradkiewicz